# Jennifer Montag
Jennifer Montag (11 de febrero de 1998) es una deportista de Alemania que compite en atletismo. Ganó una medalla de oro en el Campeonato Europeo de Atletismo Sub-23 de 2019, en la prueba de 4 × 100 m.